# Кадыров, Абди
Абди Кадыров — советский хозяйственный, государственный и политический деятель.

## Биография
Родился в 1907 году. Член КПСС.
С 1929 года — на хозяйственной, общественной и политической работе. В 1929—1960 гг. — хозяйственный и советский работник в Узбекской ССР, председатель исполкома Шурчинского районного Совета депутатов трудящихся, председатель Сурхандарьинского облисполкома, председатель исполкома Узунского районного Совета депутатов трудящихся, председатель исполкома Шурчинского районного Совета депутатов трудящихся, директор винсовхоза № 13 Шурчинского района Сурхандарьинской области.
Избирался депутатом Верховного Совета Узбекской ССР 4-го созыва.
Умер в 1984 году.